# Mario van der Ende
Mario van der Ende (Hága, 1956. március 28. –) holland nemzetközi labdarúgó-játékvezető. Polgári foglalkozása testnevelő tanár. Testnevelőként aktívan szervezte a tömegsportot.

## Pályafutása

### Labdarúgóként
Korán megismerkedett a labdarúgással, fiatal korában a GONában (1964-1966) és az ADO Den Haag (1966-1977) aktív játékosa volt. Edzői szakképesítést szerezve az ADO Den Haaget, Westerkwartiert, VUCót és a Rijswijk (most Haaglandia) együtteseit edzette, irányította.

### Nemzeti játékvezetés
A játékvezetői vizsgát 1977-ben tette le, 1987-ben lett hazája legfelső szintű labdarúgó-bajnokságának játékvezetője. 1999-ben súlyos beteg – torokrák daganattal diagnosztizálták – lett, ezért felfüggesztette sporttevékenységét. Sikeres gyógyulását követően visszatért a nemzeti- és nemzetközi porondra. Az aktív nemzetközi játékvezetéstől 2002-ben egy súlyos sérülés után elbúcsúzott.

#### Nemzeti kupamérkőzések
VezetettkKupadöntők száma: 1.

##### Holland labdarúgókupa
| Időpont        | Helyszín                   | Mérkőzés típusa | Mérkőzés                       | Eredmény | Nézők száma |
| -------------- | -------------------------- | --------------- | ------------------------------ | -------- | ----------- |
| 1996. május 1. | Philips Stadion, Eindhoven | döntő           | PSV Eindhoven–Sparta Rotterdam | 5 : 2    | 35 000      |

### Nemzetközi játékvezetés
A Holland labdarúgó-szövetség (KNVB) JB 1990-ben terjesztette fel nemzetközi játékvezetőnek, a Nemzetközi Labdarúgó-szövetség (FIFA)  
bírói keretében. A FIFA JB központi nyelvei közül a németet és az angolt beszéli. Több válogatott és nemzetközi klubmérkőzést vezetett, vagy működő társának 4. bíróként segített. A holland nemzetközi játékvezetők rangsorában, a világbajnokság-Európa-bajnokság sorrendjében az 1. helyet foglalja el 20 találkozó szolgálatával. Európai-kupamérkőzések irányítójaként az örök ranglistán a 29. helyet foglalja el 44 találkozó vezetésével. Az aktív nemzetközi játékvezetéstől 2001-ben búcsúzott el. Nemzetközi mérkőzéseinek száma: 135.

#### Labdarúgó-világbajnokság

##### U17-es labdarúgó-világbajnokság
Olaszország rendezte a 4., az 1991-es U17-es labdarúgó-világbajnokságot, ahol a FIFA JB bíróként alkalmazta.

###### 1991-es U17-es labdarúgó-világbajnokság
| Időpont             | Helyszín                      | Mérkőzés típusa              | Mérkőzés        | Eredmény | Nézők száma |
| ------------------- | ----------------------------- | ---------------------------- | --------------- | -------- | ----------- |
| 1991. augusztus 22. | Városi Stadion, Carrara       | csoportmérkőzés (D. csoport) | Kongó–Mexikó    | 2 : 1    | 400         |
| 1991. augusztus 30. | Központi Stadion, Montecatini | bronzmérkőzés                | Katar–Argentína | 1 : 1    | 1 500       |

---
Három világbajnoki döntőhöz vezető úton Amerikai Egyesült Államokba a XV., az 1994-es labdarúgó-világbajnokságra, Franciaországba a XVI., az 1998-as labdarúgó-világbajnokságra, valamint Dél-Koreába és Japánba a XVII., a 2002-es labdarúgó-világbajnokságra  a FIFA JB bíróként alkalmazta. 1994-ben a FIFA JB döntése alapján minden találkozóján az első számú asszisztense, nemzeti társa Jan Dolstra lehetett. Az utolsó selejtező mérkőzésén Márton Sándor magyar partbíró volt a 2. számú segítője. Ez volt az első labdarúgó-világbajnokság, ahol ténylegesen külön tevékenykedtek a játékvezetők és a segítő partbírók. A partbírók még nem kapcsolódtak szorosan a delegált nemzeti játékvezetőjükhöz. Világbajnokságon vezetett mérkőzéseinek száma:  5.

##### 1994-es labdarúgó-világbajnokság

###### Selejtező mérkőzés
| Időpont             | Helyszín                 | Mérkőzés típusa           | Mérkőzés            | Eredmény | Nézők száma |
| ------------------- | ------------------------ | ------------------------- | ------------------- | -------- | ----------- |
| 1992. szeptember 9. | Wankdorf Stadion, Bern   | előselejtező (1. csoport) | Svájc–Skócia        | 3 : 1    | 12 000      |
| 1993. március 31.   | Park Stadion, Koppenhága | előselejtező (3. csoport) | Dánia–Spanyolország | 1 : 0    | 40 272      |

###### Világbajnoki mérkőzés
| Időpont          | Helyszín                       | Mérkőzés típusa              | Mérkőzés             | Eredmény | Nézők száma |
| ---------------- | ------------------------------ | ---------------------------- | -------------------- | -------- | ----------- |
| 1994. június 18. | Giants Stadion, New York       | csoportmérkőzés (E. csoport) | Írország–Olaszország | 0 : 1    | 73 000      |
| 1994. június 26. | Rose Bowl Stadion, Los Angeles | csoportmérkőzés (A. csoport) | Románia–Amerika      | 0 : 1    | 94 000      |
| 1994. július 2.  | Memorial Stadion, Washington   | egyik nyolcaddöntő           | Spanyolország–Svájc  | 3 : 0    | 56 000      |

##### 1998-as labdarúgó-világbajnokság

###### Selejtező mérkőzés
| Időpont             | Helyszín                    | Mérkőzés típusa           | Mérkőzés                 | Eredmény | Nézők száma |
| ------------------- | --------------------------- | ------------------------- | ------------------------ | -------- | ----------- |
| 1996. október 11.   | Maksimir Stadion, Zágráb    | előselejtező (1. csoport) | Horvátország–Görögország | 1 : 1    | 24 000      |
| 1997. április 30.   | Steaua Stadion, Bukarest    | előselejtező (8. csoport) | Románia–Írország         | 1 : 0    | 25 000      |
| 1997. szeptember 7. | Pittodrie Stadion, Aberdeen | előselejtező (4. csoport) | Skócia–Fehéroroszország  | 4 : 1    | 20 160      |
| 1997. október 11.   | Olimpiai Stadion, Róma      | előselejtező (2. csoport) | Olaszország–Anglia       | 0 : 0    | 81 200      |
| 1997. november 8.   | Nemzeti Stadion, Tokió      | (AFC) zóna döntő B. cs    | Japán–Kazahsztán         | 5 : 1    |             |

###### Világbajnoki mérkőzés
| Időpont          | Helyszín                      | Mérkőzés típusa              | Mérkőzés               | Eredmény | Nézők száma |
| ---------------- | ----------------------------- | ---------------------------- | ---------------------- | -------- | ----------- |
| 1998. június 17. | Stadium de Toulouse, Toulouse | csoportmérkőzés (H. csoport) | Argentína–Japán        | 1 : 0    | 33 000      |
| 1998. június 24. | Felix Bollaert Stadion, Lens  | csoportmérkőzés (D. csoport) | Spanyolország–Bulgária | 6 : 1    | 41 000      |

##### 2002-es labdarúgó-világbajnokság

###### Selejtező mérkőzés
| Időpont             | Helyszín                                          | Mérkőzés típusa           | Mérkőzés             | Eredmény | Nézők száma |
| ------------------- | ------------------------------------------------- | ------------------------- | -------------------- | -------- | ----------- |
| 2001. szeptember 1. | Steponas Darius ir Stasys Girėnas Stadion, Kaunas | előselejtező (8. csoport) | Litvánia–Olaszország | 0 : 0    | 5 500       |

#### Labdarúgó-Európa-bajnokság
Három európai-labdarúgó torna döntőjéhez vezető úton Svédországba a IX., az 1992-es labdarúgó-Európa-bajnokságra, Angliába a X., az 1996-os labdarúgó-Európa-bajnokságra és Belgiumba és Hollandiába a XI., a 2000-es labdarúgó-Európa-bajnokságra az UEFA JB játékvezetőként foglalkoztatta.

##### 1992-es labdarúgó-Európa-bajnokság

###### Selejtező mérkőzés
| Időpont         | Helyszín               | Mérkőzés típusa           | Mérkőzés             | Eredmény | Nézők száma |
| --------------- | ---------------------- | ------------------------- | -------------------- | -------- | ----------- |
| 1991. június 5. | Ullevaal Stadion, Oslo | előselejtező (3. csoport) | Norvégia–Olaszország | 2 : 1    | 27 500      |

##### 1996-os labdarúgó-Európa-bajnokság

###### Selejtező mérkőzés
| Időpont             | Helyszín                       | Mérkőzés típusa           | Mérkőzés                | Eredmény | Nézők száma |
| ------------------- | ------------------------------ | ------------------------- | ----------------------- | -------- | ----------- |
| 1994. szeptember 7. | Gradski Stadion, Szkopje       | előselejtező (2. csoport) | Macedónia–Dánia         | 1 : 1    | 22 000      |
| 1994. november 16.  | Råsunda Stadion, Stockholm     | előselejtező (3. csoport) | Svédország–Magyarország | 2 : 0    | 27 500      |
| 1995. március 29.   | Lansdowne Road Stadion, Dublin | előselejtező (6. csoport) | Írország–Észak-Írország | 1 : 1    | 32 200      |
| 1995. november 15.  | Köztársasági Stadion, Chișinău | előselejtező (7. csoport) | Moldova–Grúzia          | 3 : 2    | 9 000       |

###### Európa-bajnoki mérkőzés
| Időpont         | Helyszín                      | Mérkőzés típusa              | Mérkőzés         | Eredmény | Nézők száma |
| --------------- | ----------------------------- | ---------------------------- | ---------------- | -------- | ----------- |
| 1996. június 9. | Marcel Saupin Stadion, Nantes | csoportmérkőzés (D. csoport) | Portugália–Dánia | 1 : 1    | 34 993      |

##### 2000-es labdarúgó-Európa-bajnokság

###### Selejtező mérkőzés
| Időpont         | Helyszín                        | Mérkőzés típusa           | Mérkőzés        | Eredmény | Nézők száma |
| --------------- | ------------------------------- | ------------------------- | --------------- | -------- | ----------- |
| 1999. június 9. | Bulgarska Armia Stadion, Szófia | előselejtező (5. csoport) | Bulgária–Anglia | 1 : 1    | 18 000      |

#### Skandináv Bajnokság
Nordic Championships/Északi Kupa labdarúgó tornát Dánia kezdeményezésére az első világháború után, 1919-től a válogatott rendszeres játékhoz jutásának elősegítésére rendezték a Norvégia, Dánia, Svédország részvételével. 1929-től a Finnország is csatlakozott a résztvevőkhöz. 1983-ban befejeződött a sportverseny.
| Időpont             | Helyszín                  | Mérkőzés típusa | Mérkőzés            | Eredmény | Nézők száma |
| ------------------- | ------------------------- | --------------- | ------------------- | -------- | ----------- |
| 2000. augusztus 16. | Finnair Stadion, Helsinki | csoportmérkőzés | Finnország–Norvégia | 1 : 1    | 0000        |

#### Nemzetközi kupamérkőzések
Vezetett kupadöntők száma: 2.

##### UEFA-szuperkupa
| Időpont            | Helyszín                         | Mérkőzés típusa     | Mérkőzés                      | Eredmény | Nézők száma |
| ------------------ | -------------------------------- | ------------------- | ----------------------------- | -------- | ----------- |
| 1991. november 19. | Old Trafford Stadion, Manchester | döntő               | Manchester United FC–Red Star | 1 : 0    | 22 110      |
| 1995. február 1.   | Highbury Stadion, London         | döntő első mérkőzés | Arsenal FC–AC Milan           | 0 : 0    | 38 044      |

##### Kupagyőztesek Európa-kupája
| Időpont           | Helyszín                         | Mérkőzés típusa                        | Mérkőzés                       | Eredmény |
| ----------------- | -------------------------------- | -------------------------------------- | ------------------------------ | -------- |
| 1967. október 28. | Old Trafford Stadion, Manchester | előselejtező (1. forduló, 1. mérkőzés) | Manchester United FC–Pécsi MFC | 2 : 0    |

## Sportvezetőként
Aktív pályafutását befejezve 1998-tól a Holland Labdarúgó-szövetség (KNVB) JB-nél ellenőrként tevékenykedett, 2007-ben – az ellenőrzés értékelésének rendszerét kritizálta, amiért összetűzésbe került a szövetséggel – történt visszavonulásáig. A FIFA JB-nél instruktorként és játékvezető ellenőrként dolgozik. A FIFA felkérésre 2008-tól Ausztráliában technikai igazgatóként segíti a játékvezetők szakmai fejlődését. 2009-től Szaúd-Arábiában tevékenykedik hasonló feladatkörben.

## Írásai
- 2009-ben Hé Ref! címmel Vincent Ronnes újságíróval közösen megjelentették könyvüket.

## Sikerei, díjai
- Eredményes szakmai pályafutásának elismeréseként a Holland Labdarúgó-szövetség (KNVB) Orange-Nassau Orderje címmel ismerte el. 2004-ben  Leo Horn és Charles Corver mögött a harmadik legjobb Holland játékvezetőnek választották meg. A FIFA a Special Awardje legmagasabb díjával jutalmazta.
- Az IFFHS (International Federation of Football History & Statistics) 1987-2011 évadokról tartott nemzetközi szavazásán 151, játékvezető besorolásával minden idők 21, legjobb bírójának rangsorolta, holtversenyben Michel Vautrot társaságában. A 2008-as szavazáshoz képest egy pozíciót előbbre lépett.